# Regionalwahl in Friaul-Julisch Venetien 2008
Die Regionalwahl in Friaul-Julisch Venetien 2008 fand am 13. und 14. April statt; der Regionalrat und der Präsident der Region Friaul-Julisch Venetien wurden gleichzeitig gewählt.

## Wahlergebnis
| Kandidaten                    | Kandidaten         | Stimmen | %    | Listen                  | Stimmen | %    | Mandate |
| ----------------------------- | ------------------ | ------- | ---- | ----------------------- | ------- | ---- | ------- |
|                               | Renzo Tondogewählt | 409.430 | 53,8 | Il Popolo della Libertà | 187.075 | 33,0 | 21      |
| Lega Nord                     | Renzo Tondogewählt | 409.430 | 53,8 | 73.239                  | 12,9    | 8    |         |
| Unione di Centro              | Renzo Tondogewählt | 409.430 | 53,8 | 34.840                  | 6,1     | 4    |         |
| Partito Pensionati            | Renzo Tondogewählt | 409.430 | 53,8 | 8.561                   | 1,5     | 1    |         |
| ↳ Gesamt                      | Renzo Tondogewählt | 409.430 | 53,8 | 303.715                 | 53,6    | 34   |         |
|                               | Riccardo Illy      | 351.064 | 46,2 | Partito Democratico     | 169.597 | 29,9 | 15      |
| La Sinistra l’Arcobaleno      | Riccardo Illy      | 351.064 | 46,2 | 32.041                  | 5,7     | 3    |         |
| Cittadini per il Presidente   | Riccardo Illy      | 351.064 | 46,2 | 28.855                  | 5,1     | 2    |         |
| Italia dei Valori             | Riccardo Illy      | 351.064 | 46,2 | 25.414                  | 4,5     | 2    |         |
| Slovenska Skupnost            | Riccardo Illy      | 351.064 | 46,2 | 7.008                   | 1,2     | 1    |         |
| Nicht gewählte Direktkandidat | Riccardo Illy      | 351.064 | 46,2 | –                       | –       | 1    |         |
| ↳ Gesamt                      | Riccardo Illy      | 351.064 | 46,2 | 262.915                 | 46,4    | 24   |         |
| Gesamt                        | Gesamt             | 760.494 | 100  |                         | 566.630 | 100  | 58      |